# Werner Abraham
Werner Abraham (* 8. Januar 1936 in Berlin; † 30. September 2024) war ein österreichischer Sprachwissenschaftler und Hochschullehrer.

## Leben und Wirken
Werner Abraham studierte nach seiner Reifeprüfung 1954 zunächst bis 1956 Mathematik an der Technischen Hochschule Wien, anschließend Anglistik, Germanistik und Sportwissenschaft an der Universität Wien (1956 bis 1962) und der Universität Innsbruck (1963). 1962 legte er das Staatsexamen für den höheren Schuldienst ab und arbeitete bis 1965 als Gymnasiallehrer im Schuldienst. Im Jahre 1965 promovierte er an der Universität Wien mit einer sprachwissenschaftlichen Arbeit. Bis 1967 war er als wissenschaftlicher Assistent an der University of Illinois at Urbana-Champaign tätig und danach bis 1970 wieder im Schuldienst in Wien. An der Eberhard Karls Universität Tübingen war Abraham von 1970 bis 1971 als Wissenschaftlicher Rat am Deutschen Seminar tätig. 1971 übernahm er eine ordentliche Professur für Mediävistik und Sprachwissenschaft des Deutschen an der Reichsuniversität Groningen. Gastprofessuren hatte er an den Universitäten Köln, Wien und Lund inne. Nach seinem Eintritt 2001 in den Ruhestand war er als Honorarprofessur an der Universität Wien tätig.
Abraham gilt als einer der bedeutendsten Linguisten deutscher Sprache. Er beschäftigte sich mit den germanischen Sprachen, insbesondere dem Deutschen und dessen Dialekten.

## Veröffentlichungen (Auswahl)
Monographien u. a.
- Das Vokalsystem der Mundart des Montafon. In: Theutonista. Zeitschrift für deutsche Dialektforschung und Sprachgeschichte, Bd. 38 (1971), S. 95–120.
- Zur Linguistik der Metapher. L.A.U.T., Trier 1973.
- Losbuch in deutschen Reimpaaren. Vollständige Faksimile-Ausgabe im Originalformat des Codex Vindobonensis Series Nova 2652 der Österreichischen Nationalbibliothek (= Codices selecti, Bd. 38). Akad. Druck- u. Verlagsanstalt, Graz 1973.
- A linguistic approach to metaphor. De Ridder Pr., Lisse 1975, ISBN 90-316-0001-6.
- Terminologie zur neueren Linguistik. 2. Aufl. Niemeyer, Tübingen 1988, ISBN 3-484-10476-7.
- Deutsche Syntax im Sprachenvergleich. Grundlegung einer typologischen Syntax des Deutschen (= Studien zur deutschen Grammatik, Bd. 41). Narr, Tübingen 1995, ISBN 3-8233-4742-X (3. Aufl. Stauffenburg-Verlag, Tübingen 2013, ISBN 978-3-86057-476-8).
- Linguistik der uneigentlichen Rede. Linguistische Analysen an den Rändern der Sprache (= Stauffenburg Linguistik, Bd. 3). Stauffenburg-Verlag, Tübingen 1998, ISBN 3-86057-703-4.
- (mit C. Jac Conradie): Präteritumschwund und Diskursgrammatik. Präteritumschwund in gesamteuropäischen Bezügen ; areale Ausbreitung, heterogene Entstehung, Parsing sowie diskursgrammaische Grundlagen und Zusammenhänge. Benjamins, Amsterdam 2001, ISBN 1-58811-050-8.
- Schriften zur Synchronie und Diachronie des Deutschen (= Danziger Beiträge zur Germanistik, Bd. 44). Lang, Frankfurt/M. 2014, ISBN 3-631-61186-2.
- Modality in syntax, semantics, and pragmatics. Cambridge University Press, Cambridge 2020, ISBN 978-1-107-02122-8.

Als Herausgeber
- (Hrsg.): Kasustheorie (= Schwerpunkte Linguistik und Kommunikationswissenschaft, Bd. 2). Athenäum-Verlag, Frankfurt/M. 1971.
- (Hrsg., mit Robert I. Binnick): Generative Semantik. Athenäum-Verlag, Frankfurt/M. 1972, ISBN 3-7610-4811-4 (2. Aufl. 1979, ISBN 3-7997-0654-2).
- (Hrsg.): Valence, semantic case, and grammatical relations (= Studies in language. Companion series, Bd. 1).. Benjamins, Amsterdam 1978, ISBN 90-272-0961-8.
- (Hrsg.): Satzglieder im Deutschen. Vorschläge zur syntaktischen, semantischen und pragmatischen Fundierung (= Studien zur deutschen Grammatik, Bd. 15). Narr, Tübingen 1982, ISBN 3-87808-815-9.
- (Hrsg.): On the formal syntax of the Westgermania (= Linguistik aktuell, Bd. 3). Benjamins, Amsterdam 1983, ISBN 90-272-2723-3.
- (Hrsg.): Erklärende Syntax des Deutschen (= Studien zur deutschen Grammatik, Bd. 25). Narr, Tübingen 1985, ISBN 3-87808-825-6 (2. Aufl. 1992).
- (Hrsg.): Topic, focus, and configurality (= Linguistik aktuell, Bd. 4). Benjamins, Amsterdam 1986, ISBN 90-272-2724-1.
- (Hrsg.): Linguistik in Deutschland (= Linguistische Arbeiten, Bd. 182). Niemeyer, Tübingen 1987, ISBN 3-484-30182-1.
- (Hrsg.): Tempus – Aspekt – Modus. Die lexikalischen und grammatischen Formen in den germanischen Sprachen (= Linguistische Arbeiten, Bd. 237). Niemeyer, Tübingen 1989, ISBN 3-484-30237-2.
- (Hrsg.): Issues in German syntax (= Trends in linguistics. Studies and monographs, Bd. 44). Mouton de Gruyter, Berlin 1991, ISBN 3-11-012205-7.
- (Hrsg.): Discourse particles. Descriptive and theoretical investigations on the logical, syntactic and pragmatic properties of discourse particles in German (= Pragmatics & beyond. N.S., Bd. 12). Benjamins, Amsterdam 1991, ISBN 90-272-5022-7.
- (Hrsg., mit Josef Bayer): Dialektsyntax (= Linguistische Berichte. Beiheft 5). Westdeutscher Verlag, Opladen 1992, ISBN 3-531-12422-6.
- (Hrsg.): Minimal ideas. Syntactic studies in the minimalist framework (= Linguistik aktuell, Bd. 12). Benjamins, Amsterdam 1996, ISBN 1-55619-230-4.
- (Hrsg.): German. Syntactic problems – problematic syntax (= Linguistische Arbeiten, Bd. 374). Niemeyer, Tübingen 1997, ISBN 3-484-30374-3.
- (Hrsg., mit C. Jan-Wouter Zwart): Issues in formal German(ic) topology (= Linguistik aktuell, Bd. 45). Benjamins, Amsterdam 2002, ISBN 1-58811-102-4.
- (Hrsg., mit C. Jan-Wouter Zwart): Studies in comparative German syntax (= Linguistik aktuell, Bd. 53). Benjamin, Amsterdam 2002 (= Linguistik aktuell, Bd. 53). Benjamins, Amsterdam 2002, ISBN 1-58811-268-3.
- (Hrsg., mit Alice ter Meulen): The composition of meaning. From Lexeme to discourse. Benjamins, Amsterdam 2004, ISBN 1-58811-568-2.
- (Hrsg.): Focus on Germanic topology (= Studia topologica, Bd. 6). Akademie-Verlag, Berlin 2004, ISBN 3-05-004106-4.
- (Hrsg.): Passivization and typology. Form and function (= Typolocial studies in language, Bd. 68). Benjamins, Amsterdam 2006, ISBN 978-90-272-2980-9.
- (Hrsg., mit Elisabeth Leiss): Modality-aspect interfaces. Implications and typological solutions (= Typological studies in language, Bd. 79). Benjamins, Amsterdam 2008, ISBN 978-90-272-2992-2.
- (Hrsg., mit Elisabeth Leiss): Modalität. Epistemik und Evidentialität bei Modalverb, Adverb, Modalpartikel und Modus (= Studien zur deutschen Grammatik, Bd. 77). Stauffenburg-Verlag, Tübingen 2009, ISBN 978-3-86057-468-3.
- (Hrsg.): Covert patterns of modality. Cambridge Scholars Publ, Newcastle upon Tyne 2012, ISBN 1-4438-4059-9.
- (Hrsg., mit Elisabeth Leiss): Modality and theory of mind elements across languages (= Trends in linguistics. Studies and monographs, Bd. 243). de Gruyter Mouton, Berlin 2012, ISBN 978-3-11-027019-8.
- (Hrsg., mit Elisabeth Leiss): Modes of modality. Modality, typology, and universal grammar (= Studies in language. Companion series, Bd. 149). Benjamins, Amsterdam 2014, ISBN 978-90-272-0616-9.

Festschriften
- Geart van der Meer (Hrsg.): Making sense from lexeme to discourse. In honor of Werner Abraham at the occasion of his retirement (= Groninger Arbeiten zur germanistischen Linguistik, Bd. 44). Center for Language and Cognition, Groningen 2001.

- Elisabeth Leiss/Sonja Zeman (Hrsg.): Die Zukunft von Grammatik – die Grammatik der Zukunft. Festschrift für Werner Abraham anlässlich seines 80. Geburtstags (= Studien zur deutschen Grammatik, Bd. 92). Stauffenburg-Verlag, Tübingen 2018, ISBN 978-3-95809-543-4 (Schriftenverzeichnis Werner Abraham S. 483ff.).